# Annette Kellerman
Annette Marie Sarah Kellermann, född 6 juli 1887 i Sydney, död 5 november 1975 i Southport i Queensland, var en australisk simmare och filmskådespelare. Hon var en pionjär inom synkroniserad simning.
Kellermann utförde den första nakenscenen i en större filmproduktion år 1916, med sin medverkan i Fox-produktionen A Daughter of the Gods. Exteriörerna filmades i St. Augusta på Jamaica. 
Filmen Vattnets Venus från 1952 handlar om Kellerman, som i filmen spelas av Esther Williams.